# Sabah al-Ahmad as-Sabah
Šejk Sabah IV Ahmad Al-Jaber Al-Sabah (arabsky : الشيخ صباح الأحمد الجابر الصباح) 16. června 1929 – 29. září 2020) byl 5. emír Kuvajtu a velitel armády Kuvajtu. Od 26. ledna 2006 byl emírem Kuvajtu. Byl čtvrtým synem šejka Ahmad Al-Jaber Al-Sabah.

## Životopis
Al-Sabah se narodil dne 16. června 1929. Základní vzdělání získal na škole Al Mubarakya roku 1930 /sic!/[ujasnit] a vzdělával se pod vedením soukromých učitelů. Byl nevlastním bratrem předchozího emíra Kuvajtu, šejka Jaber Al-Ahmad Al-Sabah. Byl ministrem zahraničních věcí od roku 1963 do roku 2003, tedy jedním z nejdéle sloužících ministrů zahraničních věcí na světě. Během této doby musel mj. obnovit kuvajtské mezinárodních vztahy po skončení války v Perském zálivu. Zatímco sloužil jako ministr zahraničních věcí, byl také prvním náměstkem premiéra Kuvajtu.
Jeho manželka zemřela 2. srpna 1990, v den irácké invaze. Jejich potomky jsou šejk Nasser a šejk Hamed. Další dvě děti již zemřely (dcera, šejka Salwa, zemřela na rakovinu prsu dne 23. června 2002 v Londýně; šejk Ahmed zemřel při automobilové nehodě v roce 1969).

## Vyznamenání
| Stát                    | Stuha | Název                                                                | Datum udělení      |
| ----------------------- | ----- | -------------------------------------------------------------------- | ------------------ |
| Albánie                 |       | Řád Skanderbega I. třídy                                             | 2012, 27. května   |
| Argentina               |       | velkokříž s řetězem Řádu osvoboditele generála San Martína           | 2011, 16. ledna    |
| Ázerbájdžán             |       | Řád Hejdara Alijeva                                                  | 2009, 14. června   |
| Bahrajn                 |       | řetěz Řádu al-Chalífa                                                | 2006, 12. března   |
| Brunej                  |       | Královský domácí řád koruny Bruneje                                  | 2009, 13. dubna    |
| Filipíny                |       | řetěz Řádu Lakandula                                                 | 2012, 23. března   |
| Francie                 |       | velkokříž Řádu čestné legie                                          | 2006, 1. prosince  |
| Itálie                  |       | velkokříž s řetězem Řádu zásluh o Italskou republiku                 | 2010, 26. dubna    |
| Japonsko                |       | řetěz s velkokřížem Řádu chryzantémy                                 | 2012               |
| Jižní Korea             |       | Velký řád Mugunghwa                                                  | 2007, 25. března   |
| Jordánsko               |       | velkostuha Řádu jordánské hvězdy                                     | 2010, 17. května   |
| Katar                   |       | Řetěz nezávislosti                                                   | 2006, 12. března   |
| Kazachstán              |       | Řád přátelství I. třídy                                              | 2001               |
| Kolumbie                |       | velkokříž Národního řádu za zásluhy José María Córdova               | 2002, 10. července |
| Libanon                 |       | speciální třída Řádu za zásluhy                                      | 2009, 20. ledna    |
| Libanon                 |       | velkostuha Národního řádu cedru                                      | 2010, 18. května   |
| Mexiko                  |       | Řád aztéckého orla                                                   | 2016, 20. ledna    |
| Německo                 |       | velkokříž speciální třídy Záslužného řádu Spolkové republiky Německo | 2010, 27. dubna    |
| Omán                    |       | Řád Ománu I. třídy, civilní vezre                                    | 2009, 28. prosince |
| Saúdská Arábie          |       | Řád krále Abd al-Azíze I. třídy                                      | 2000, 2. července  |
| Saúdská Arábie          |       | řetěz Řádu krále Abd al-Azíze                                        | 2006, 11. března   |
| Spojené arabské emiráty |       | řetěz Řádu Zajda                                                     | 2006, 13. března   |
| Sýrie                   |       | velkostuha Řádu za zásluhy                                           | 2010, 16. května   |
| Španělsko               |       | řetěz Řádu za občanské zásluhy                                       | 2008, 23. května   |
| Turecko                 |       | Řád Turecké republiky                                                | 2017, 21. března   |
| Ukrajina                |       | Řád knížete Jaroslava Moudrého I. třídy                              | 2018, 15. března   |
| Ukrajina                |       | Řád za zásluhy I. třídy                                              | 2009, 24. června   |